# 阿部孝助
阿部 孝助（あべ こうすけ、1848年12月16日（嘉永元年11月21日） - 1926年（大正15年）6月19日）は、日本の政治家、衆議院議員（1期）。

## 経歴
江戸生まれ。東京市下谷区上野で呉服商を営む。
1894年3月の第3回衆議院議員総選挙において東京府第8区から無所属で立候補して当選した。衆議院議員は1期務め、同年9月の第4回衆議院議員総選挙は不出馬。1896年6月の東京市会議員選挙に下谷区から立候補して当選した。同じく東京市会議員であった千澤専助が設立した下谷銀行の取締役も務めている。1926年死去。